# Interlands Grieks voetbalelftal 1930-1939
Deze pagina toont een chronologisch en gedetailleerd overzicht van de interlands die het Grieks voetbalelftal heeft gespeeld in de periode 1930 – 1939.

## Interlands

### 1930
|                                                                        |                                 |       |                       |                                                                                            |
| 26 januari Balkan Cup 1929/31 № 3 «onderlinge duels» 15:30 uur (UTC+2) | Griekenland                     | 2 – 1 | Joegoslavië           | Leoforos Alexandrasstadion, Athene Toeschouwers: 10.000 Scheidsrechter: Nikola Dosev (BUL) |
| 26 januari Balkan Cup 1929/31 № 3 «onderlinge duels» 15:30 uur (UTC+2) | Giorgos Andrianopoulos 55' (59) |       | 18' Đorđe Vujadinović | Leoforos Alexandrasstadion, Athene Toeschouwers: 10.000 Scheidsrechter: Nikola Dosev (BUL) |

|                                                                    |                                    |       |             |                                                                            |
| 2 maart Vriendschappelijk № 4 «onderlinge duels» 15:00 uur (UTC+1) | Italië                             | 3 – 0 | Griekenland | Campo Vomero, Napels Toeschouwers: 8.000 Scheidsrechter: Adolf Miesz (AUT) |
| 2 maart Vriendschappelijk № 4 «onderlinge duels» 15:00 uur (UTC+1) | Arturo Chini-Luduena Antonio Vojak |       |             | Campo Vomero, Napels Toeschouwers: 8.000 Scheidsrechter: Adolf Miesz (AUT) |

|                                                                       | |       |                            | |
| 25 mei Balkan Cup 1929/31 № 5 «onderlinge duels» 14:00 uur (UTC+1:44) | Roemenië                                                                                           | 8 – 1 | Griekenland                | Stadionul Oficiul Național de Educație Fizică, Boekarest Toeschouwers: 15.000 Scheidsrechter: Jovan Ružić (YUG) |
| 25 mei Balkan Cup 1929/31 № 5 «onderlinge duels» 14:00 uur (UTC+1:44) | Rudi Wetzer 8', 34', 75', 76', 80' Emerich Vogl 43' Ladislau Raffinsky 57' (pen.) Ştefan Dobay 77' |       | 15' Vasilis Andrianopoulos | Stadionul Oficiul Național de Educație Fizică, Boekarest Toeschouwers: 15.000 Scheidsrechter: Jovan Ružić (YUG) |

|                                                                        |                                                              |       |                 |                                                                                           |
| 7 december Balkan Cup 1929/31 № 6 «onderlinge duels» 15:00 uur (UTC+2) | Griekenland                                                  | 6 – 1 | Bulgarije       | Leoforos Alexandrasstadion, Athene Toeschouwers: 15.000 Scheidsrechter: Jovan Ružić (YUG) |
| 7 december Balkan Cup 1929/31 № 6 «onderlinge duels» 15:00 uur (UTC+2) | Antonis Tsolinas 4', 50', 51', 60' Angelos Messaris 10', 15' |       | 56' Asen Peshev | Leoforos Alexandrasstadion, Athene Toeschouwers: 15.000 Scheidsrechter: Jovan Ružić (YUG) |

### 1931
|                                                                      |                                                    |       |                      |                                                                                  |
| 15 maart Balkan Cup 1929/31 № 7 «onderlinge duels» 15:00 uur (UTC+1) | Joegoslavië                                        | 4 – 1 | Griekenland          | Stadion BSK, Belgrado Toeschouwers: 8.000 Scheidsrechter: Costel Radulescu (ROU) |
| 15 maart Balkan Cup 1929/31 № 7 «onderlinge duels» 15:00 uur (UTC+1) | Ivan Hitrec 35' Aleksandar Tomašević 38', 75', 83' |       | 52' Antonis Migiakis | Stadion BSK, Belgrado Toeschouwers: 8.000 Scheidsrechter: Costel Radulescu (ROU) |

|                                                                        |                                       |       |                  |                                                                             |
| 25 oktober Balkan Cup 1929/31 № 8 «onderlinge duels» 15:30 uur (UTC+2) | Bulgarije                             | 2 – 1 | Griekenland      | Joenakstadion, Sofia Toeschouwers: 10.000 Scheidsrechter: Jovan Ružić (YUG) |
| 25 oktober Balkan Cup 1929/31 № 8 «onderlinge duels» 15:30 uur (UTC+2) | Asen Peshev 20' Ljoebomir Angelov 83' |       | 10' Nikos Kitsos | Joenakstadion, Sofia Toeschouwers: 10.000 Scheidsrechter: Jovan Ružić (YUG) |

|                                                                         |                          |       |                                             |                                                                                             |
| 29 november Balkan Cup 1929/31 № 9 «onderlinge duels» 15:00 uur (UTC+2) | Griekenland              | 2 – 4 | Roemenië                                    | Leoforos Alexandrasstadion, Athene Toeschouwers: 12.000 Scheidsrechter: Ernest Fabris (YUG) |
| 29 november Balkan Cup 1929/31 № 9 «onderlinge duels» 15:00 uur (UTC+2) | Nikos Aggelakis 34', 39' |       | 13', 18', 84' Iuliu Bodola 51' Graţian Sepi | Leoforos Alexandrasstadion, Athene Toeschouwers: 12.000 Scheidsrechter: Ernest Fabris (YUG) |

|                                                                         |                             |       |                            |                                                                                                  |
| 13 december Vriendschappelijk № 10 «onderlinge duels» 15:00 uur (UTC+2) | Griekenland                 | 2 – 4 | Hongarije                  | Leoforos Alexandrasstadion, Athene Toeschouwers: 4.413 Scheidsrechter: Stavros Hatzopoulos (GRE) |
| 13 december Vriendschappelijk № 10 «onderlinge duels» 15:00 uur (UTC+2) | Rovertos Mallios 14' (pen.) |       | 71' Vasilis Andrianopoulos | Leoforos Alexandrasstadion, Athene Toeschouwers: 4.413 Scheidsrechter: Stavros Hatzopoulos (GRE) |

### 1932
|                                                                      |                          |       |                                        |                                                                                             |
| 27 maart Vriendschappelijk № 11 «onderlinge duels» 15:30 uur (UTC+2) | Griekenland              | 1 – 2 | Bulgarije                              | Leoforos Alexandrasstadion, Athene Toeschouwers: 15.000 Scheidsrechter: Ernest Fabris (YUG) |
| 27 maart Vriendschappelijk № 11 «onderlinge duels» 15:30 uur (UTC+2) | Theologos Simeonidis 33' |       | 50' Asen Panchev 71' Ljoebomir Angelov | Leoforos Alexandrasstadion, Athene Toeschouwers: 15.000 Scheidsrechter: Ernest Fabris (YUG) |

|                                                                   | |       |                 |                                                                                |
| 26 juni Balkan Cup 1932 № 12 «onderlinge duels» 17:30 uur (UTC+1) | Joegoslavië | 7 – 1 | Griekenland     | Stadion BSK, Belgrado Toeschouwers: 10.000 Scheidsrechter: Denis Xifando (ROU) |
| 26 juni Balkan Cup 1932 № 12 «onderlinge duels» 17:30 uur (UTC+1) | Aleksandar Tirnanić 5' Svetislav Glišović 15' Dobrivoje Zečević 26', 84' Aleksandar Živković 51' (pen.) Aleksandar Živković 62' (pen.) Đorđe Vujadinović 80' |       | 4' Nikos Kitsos | Stadion BSK, Belgrado Toeschouwers: 10.000 Scheidsrechter: Denis Xifando (ROU) |

|                                                                   |             |                                                           |          |                                                                                  |
| 28 juni Balkan Cup 1932 № 13 «onderlinge duels» 17:30 uur (UTC+1) | Griekenland | 0 – 3                                                     | Roemenië | Stadion BSK, Belgrado Toeschouwers: 2.500 Scheidsrechter: Stefan Chumpalov (BUL) |
| 28 juni Balkan Cup 1932 № 13 «onderlinge duels» 17:30 uur (UTC+1) |             | 6' Gheorghe Ciolac 9' Alexandru Schwartz 16' Iuliu Bodola |          | Stadion BSK, Belgrado Toeschouwers: 2.500 Scheidsrechter: Stefan Chumpalov (BUL) |

|                                                                  |                                       |       |             |                                                                              |
| 2 juli Balkan Cup 1932 № 14 «onderlinge duels» 17:30 uur (UTC+1) | Bulgarije                             | 2 – 0 | Griekenland | Stadion BSK, Belgrado Toeschouwers: 3.500 Scheidsrechter: Radu Istrate (ROU) |
| 2 juli Balkan Cup 1932 № 14 «onderlinge duels» 17:30 uur (UTC+1) | Asen Peshev 62' Ljoebomir Angelov 85' |       |             | Stadion BSK, Belgrado Toeschouwers: 3.500 Scheidsrechter: Radu Istrate (ROU) |

### 1933
|                                                                  |                                                                    |       |                                                           | |
| 3 juni Balkan Cup 1933 № 15 «onderlinge duels» 18:00 uur (UTC+3) | Griekenland                                                        | 3 – 5 | Joegoslavië                                               | Stadionul Oficiul Național de Educație Fizică, Boekarest Toeschouwers: 6.000 Scheidsrechter: Denis Xifando (ROU) |
| 3 juni Balkan Cup 1933 № 15 «onderlinge duels» 18:00 uur (UTC+3) | Theologos Simeonidis 4' Hristoforos Raggos 60' Mimis Pierrakos 89' |       | 12', 20', 72' Slavko Kodrnja 42', 79' Aleksandar Živković | Stadionul Oficiul Național de Educație Fizică, Boekarest Toeschouwers: 6.000 Scheidsrechter: Denis Xifando (ROU) |

|                                                                  |                  |       |             | |
| 8 juni Balkan Cup 1933 № 16 «onderlinge duels» 18:00 uur (UTC+2) | Roemenië         | 1 – 0 | Griekenland | Stadionul Oficiul Național de Educație Fizică, Boekarest Toeschouwers: 15.000 Scheidsrechter: Ernest Fabris (YUG) |
| 8 juni Balkan Cup 1933 № 16 «onderlinge duels» 18:00 uur (UTC+2) | Ştefan Dobay 24' |       |             | Stadionul Oficiul Național de Educație Fizică, Boekarest Toeschouwers: 15.000 Scheidsrechter: Ernest Fabris (YUG) |

|                                                 |                           |       |             | |
| 10 juni Balkan Cup 1933 № 17 «onderlinge duels» | Bulgarije                 | 2 – 0 | Griekenland | Stadionul Oficiul Național de Educație Fizică, Boekarest Toeschouwers: 8.000 Scheidsrechter: Costel Radulescu (ROU) |
| 10 juni Balkan Cup 1933 № 17 «onderlinge duels» | Vladimir Todorov 85', 88' |       |             | Stadionul Oficiul Național de Educație Fizică, Boekarest Toeschouwers: 8.000 Scheidsrechter: Costel Radulescu (ROU) |

### 1934
|                                                                        |                     |       |           |                                                                                                   |
| 4 februari Vriendschappelijk № 18 «onderlinge duels» 15:00 uur (UTC+2) | Griekenland         | 1 – 0 | Bulgarije | Leoforos Alexandrasstadion, Athene Toeschouwers: 10.000 Scheidsrechter: Stavros Hatzopoulos (GRE) |
| 4 februari Vriendschappelijk № 18 «onderlinge duels» 15:00 uur (UTC+2) | Daniil Danelian 30' |       |           | Leoforos Alexandrasstadion, Athene Toeschouwers: 10.000 Scheidsrechter: Stavros Hatzopoulos (GRE) |

|                                                                         |                                                                      |       |             |                                                                         |
| 25 maart WK 1934 kwalificatie № 19 «onderlinge duels» 15:00 uur (UTC+1) | Italië                                                               | 4 – 0 | Griekenland | San Siro, Milaan Toeschouwers: 18.000 Scheidsrechter: René Mercet (GRE) |
| 25 maart WK 1934 kwalificatie № 19 «onderlinge duels» 15:00 uur (UTC+1) | Anfilogino Guarisi 40' Giuseppe Meazza 44', 71' Giovanni Ferrari 69' |       |             | San Siro, Milaan Toeschouwers: 18.000 Scheidsrechter: René Mercet (GRE) |

|                                                                          |                                               |       |                       |                                                                                                |
| 23 december Balkan Cup 1934/35 № 20 «onderlinge duels» 15:00 uur (UTC+2) | Griekenland                                   | 2 – 1 | Joegoslavië           | Leoforos Alexandrasstadion, Athene Toeschouwers: 18.000 Scheidsrechter: Costel Radulescu (YUG) |
| 23 december Balkan Cup 1934/35 № 20 «onderlinge duels» 15:00 uur (UTC+2) | Giannis Vazos 38' Leonidas Andrianopoulos 67' |       | 12' Branislav Sekulić | Leoforos Alexandrasstadion, Athene Toeschouwers: 18.000 Scheidsrechter: Costel Radulescu (YUG) |

|                                                                          |                                               |       |                                     |                                                                                            |
| 27 december Balkan Cup 1934/35 № 21 «onderlinge duels» 15:00 uur (UTC+2) | Griekenland                                   | 2 – 2 | Roemenië                            | Leoforos Alexandrasstadion, Athene Toeschouwers: 15.000 Scheidsrechter: Nikola Dosev (BUL) |
| 27 december Balkan Cup 1934/35 № 21 «onderlinge duels» 15:00 uur (UTC+2) | Leonidas Andrianopoulos 14' Kostas Houmis 75' |       | 5' Ştefan Dobay 13' Gheorghe Ciolac | Leoforos Alexandrasstadion, Athene Toeschouwers: 15.000 Scheidsrechter: Nikola Dosev (BUL) |

### 1935
|                                                                        |                                    |       |                    |                                                                                               |
| 1 januari Balkan Cup 1934/35 № 22 «onderlinge duels» 13:30 uur (UTC+2) | Griekenland                        | 1 – 2 | Bulgarije          | Leoforos Alexandrasstadion, Athene Toeschouwers: 20.000 Scheidsrechter: Bora Vasiljević (YUG) |
| 1 januari Balkan Cup 1934/35 № 22 «onderlinge duels» 13:30 uur (UTC+2) | Giannis Vazos 51' Asen Panchev 84' |       | 44' Mihail Lozanov | Leoforos Alexandrasstadion, Athene Toeschouwers: 20.000 Scheidsrechter: Bora Vasiljević (YUG) |

|                                                                   |                                                                    |       |                                     |                                                                                  |
| 16 juni Balkan Cup 1935 № 23 «onderlinge duels» 17:30 uur (UTC+2) | Bulgarije                                                          | 5 – 2 | Griekenland                         | Joenakstadion, Sofia Toeschouwers: 12.000 Scheidsrechter: Costel Radulescu (ROU) |
| 16 juni Balkan Cup 1935 № 23 «onderlinge duels» 17:30 uur (UTC+2) | Asen Peshev 23' Ljoebomir Angelov 26', 28', 63' Mihail Lozanov 68' |       | 21' Kostas Houmis 74' Kostas Houmis | Joenakstadion, Sofia Toeschouwers: 12.000 Scheidsrechter: Costel Radulescu (ROU) |

|                                                                   |                     |       | |                                                                             |
| 21 juni Balkan Cup 1935 № 24 «onderlinge duels» 17:30 uur (UTC+2) | Griekenland         | 1 – 6 | Joegoslavië                                                                                           | Joenakstadion, Sofia Toeschouwers: 5.000 Scheidsrechter: Nikola Dosev (BUL) |
| 21 juni Balkan Cup 1935 № 24 «onderlinge duels» 17:30 uur (UTC+2) | Mitsos Baltasis 44' |       | 31', 70' Aleksandar Živković 33' Blagoje Marjanović 49' Đorđe Vujadinović 81', 83' Svetislav Glišović | Joenakstadion, Sofia Toeschouwers: 5.000 Scheidsrechter: Nikola Dosev (BUL) |

|                                                                   |                        |       |                                   |                                                                            |
| 24 juni Balkan Cup 1935 № 25 «onderlinge duels» 16:00 uur (UTC+2) | Griekenland            | 2 – 2 | Roemenië                          | Levski Field, Sofia Toeschouwers: 1.000 Scheidsrechter: Nikola Dosev (BUL) |
| 24 juni Balkan Cup 1935 № 25 «onderlinge duels» 16:00 uur (UTC+2) | Kostas Houmis 10', 15' |       | 24' Iuliu Bodola 26' Lucian Gruin | Levski Field, Sofia Toeschouwers: 1.000 Scheidsrechter: Nikola Dosev (BUL) |

### 1936
|                                                                  |                                                                    |       |                                            | |
| 17 mei Balkan Cup 1936 № 26 «onderlinge duels» 17:30 uur (UTC+3) | Roemenië                                                           | 5 – 2 | Griekenland                                | Stadionul Oficiul Național de Educație Fizică, Boekarest Toeschouwers: 15.000 Scheidsrechter: Peco Bauwens (GER) |
| 17 mei Balkan Cup 1936 № 26 «onderlinge duels» 17:30 uur (UTC+3) | Iuliu Bodola 21', 85' Alexandru Schwartz 37', 75' Ştefan Dobay 77' |       | 31' Giannis Vazos 76' Theologos Simeonidis | Stadionul Oficiul Național de Educație Fizică, Boekarest Toeschouwers: 15.000 Scheidsrechter: Peco Bauwens (GER) |

|                                                                  |                                                                                   |       |                                                                     | |
| 21 mei Balkan Cup 1936 № 27 «onderlinge duels» 17:30 uur (UTC+3) | Bulgarije                                                                         | 5 – 4 | Griekenland                                                         | Stadionul Oficiul Național de Educație Fizică, Boekarest Toeschouwers: 20.000 Scheidsrechter: Peco Bauwens (GER) |
| 21 mei Balkan Cup 1936 № 27 «onderlinge duels» 17:30 uur (UTC+3) | Asen Panchev 25', 76' Penko Rafailov 27' Ljoebomir Angelov 31' Mihail Lozanov 73' |       | 12' Antonis Migiakis 69' Kleanthis Vikelidis 84', 86' Kostas Houmis | Stadionul Oficiul Național de Educație Fizică, Boekarest Toeschouwers: 20.000 Scheidsrechter: Peco Bauwens (GER) |

|                                                         |                              |       |                          |                                                                                        |
| 19 juni Vriendschappelijk № 28 «onderlinge duels» 17:00 | Egypte                       | 3 – 1 | Griekenland              | Prince Faroukstadion, Caïro Toeschouwers: 10.000 Scheidsrechter: Yussuf Muhammad (EGY) |
| 19 juni Vriendschappelijk № 28 «onderlinge duels» 17:00 | Abdin 22' Sakr 81' Abdin 88' |       | 48' (pen.) Kostas Houmis | Prince Faroukstadion, Caïro Toeschouwers: 10.000 Scheidsrechter: Yussuf Muhammad (EGY) |

### 1937
Geen interlands gespeeld.

### 1938
|                                                                           |                         |       |                                                                     |                                                                                      |
| 22 januari WK 1938 kwalificatie № 29 «onderlinge duels» 15:00 uur (UTC+2) | Mandaatgebied Palestina | 1 – 3 | Griekenland                                                         | Maccabiahstadion, Tel Aviv Toeschouwers: 8.000 Scheidsrechter: Yussuf Muhammad (EGY) |
| 22 januari WK 1938 kwalificatie № 29 «onderlinge duels» 15:00 uur (UTC+2) | Peri Neufeld 21'        |       | 3' Kleanthis Vikelidis 10' Kleanthis Vikelidis 51' Antonis Migiakis | Maccabiahstadion, Tel Aviv Toeschouwers: 8.000 Scheidsrechter: Yussuf Muhammad (EGY) |

|                                                                            |                         |       |                         |                                                                                            |
| 20 februari WK 1938 kwalificatie № 30 «onderlinge duels» 15:30 uur (UTC+2) | Griekenland             | 1 – 0 | Mandaatgebied Palestina | Leoforos Alexandrasstadion, Athene Toeschouwers: 12.000 Scheidsrechter: Mika Popović (YUG) |
| 20 februari WK 1938 kwalificatie № 30 «onderlinge duels» 15:30 uur (UTC+2) | Kleanthis Vikelidis 88' |       |                         | Leoforos Alexandrasstadion, Athene Toeschouwers: 12.000 Scheidsrechter: Mika Popović (YUG) |

|                                                                         |                                                                                                 |        |                     |                                                                                             |
| 25 maart WK 1938 kwalificatie № 31 «onderlinge duels» 15:00 uur (UTC+1) | Hongarije                                                                                       | 11 – 1 | Griekenland         | Hungária Körúti Stadion, Boedapest Toeschouwers: 14.000 Scheidsrechter: Denis Xifando (ROU) |
| 25 maart WK 1938 kwalificatie № 31 «onderlinge duels» 15:00 uur (UTC+1) | Gyula Zsengellér 14', 23' (pen.) Pál Titkos 17', 65' Jenő Vincze 26' József Nemes 36', 40', 51' |        | 89' Lefteris Makris | Hungária Körúti Stadion, Boedapest Toeschouwers: 14.000 Scheidsrechter: Denis Xifando (ROU) |

### 1939
Geen interlands gespeeld.
EPO · A-internationals · Bondscoaches · Selecties · Grieks vrouwenelftal · Olympisch elftal · Griekenland U21 · Griekenland U20 · Griekenland U19 · Griekenland U18 · Griekenland U17 · Griekenland U16
1920 – 1929 ·
1930 – 1939 ·
1940 – 1949 ·
1950 – 1959 ·
1960 – 1969 ·
1970 – 1979 ·
1980 – 1989 ·
1990 – 1999 ·
2000 – 2009 ·
2010 – 2019 ·
2020 − 2029
EK 1980 · 
EK 2004 · 
EK 2008 · 
EK 2012
WK 1994 · 
WK 2010 · 
WK 2014
OS 1920 · 
OS 1952 · 
OS 2004
1920 · 
1921–1928 · 
1929 · 
1930 · 
1931 · 
1932 · 
1933 · 
1934 · 
1935 · 
1936 · 
1937 · 
1938 · 
1939–1947 · 
1948 · 
1949 · 
1950 · 
1952 · 
1952 · 
1953 · 
1954 · 
1955 · 
1956 · 
1957 · 
1958 · 
1959 · 
1960 · 
1961 · 
1962 · 
1963 · 
1964 · 
1965 · 
1966 · 
1967 · 
1968 · 
1969 · 
1970 · 
1971 · 
1972 · 
1973 · 
1974 · 
1975 · 
1976 · 
1977 · 
1978 · 
1979 · 
1980 · 
1981 · 
1982 · 
1983 · 
1984 · 
1985 · 
1986 · 
1987 · 
1988 · 
1989 · 
1990 · 
1991 ·
1992 · 
1993 · 
1994 · 
1995 · 
1996 · 
1997 · 
1998 · 
1999 · 
2000 · 
2001 · 
2002 · 
2003 · 
2004 · 
2005 · 
2006 · 
2007 · 
2008 · 
2009 · 
2010 · 
2011 · 
2012 · 
2013 · 
2014 · 
2015 · 
2016 · 
2017 · 
2018 ·
2019 ·
2020 ·
2021 ·
2022 ·
2023
Albanië ·
Argentinië ·
Armenië ·
Australië ·
België ·
Bolivia ·
Bosnië en Herzegovina ·
Brazilië ·
Bulgarije ·
Canada ·
Chili ·
Colombia ·
Costa Rica ·
Cyprus ·
Denemarken ·
DDR · 
Duitsland ·
Ecuador · 
Egypte ·
El Salvador ·
Engeland ·
Estland ·
Ethiopië ·
Faeröer ·
Finland ·
Frankrijk ·
Georgië ·
Ghana ·
Gibraltar ·
Honduras ·
Hongarije ·
Ierland ·
IJsland ·
Israël ·
Italië ·
Ivoorkust ·
Japan ·
Joegoslavië ·
Kameroen ·
Kazachstan ·
Kosovo ·
Kroatië ·
Letland ·
Libië ·
Liechtenstein ·
Litouwen ·
Luxemburg ·
Malta ·
Marokko ·
Mexico ·
Moldavië ·
Montenegro ·
Nederland ·
Nieuw-Zeeland ·
Nigeria ·
Noord-Ierland ·
Noord-Korea · 
Noorwegen ·
Oekraïne ·
Oostenrijk ·
Palestina ·
Paraguay · 
Polen ·
Portugal ·
Qatar ·
Roemenië ·
Rusland ·
San Marino ·
Saoedi-Arabië · 
Schotland ·
Senegal · 
Servië · 
Slovenië ·
Slowakije ·
Sovjet-Unie ·
Spanje ·
Syrië ·
Tsjechië ·
Tsjecho-Slowakije ·
Turkije ·
Verenigde Staten ·
Wales ·
Wit-Rusland · 
Zuid-Korea ·
Zweden ·
Zwitserland
Colombia (2014) · 
Costa Rica (2014) · 
Duitsland (2012) · 
Ivoorkust (2014) · 
Japan (2014) ·
Polen (2012) ·
Portugal (2004, 2) · 
Rusland (2008) ·
Rusland (2012) ·
Spanje (2008) ·
Tsjechië (2012) ·
Zuid-Korea (2010) ·
Zweden (2008)
België · Bulgarije · Denemarken · Duitsland · Engeland · Estland · Finland · Frankrijk · Griekenland · Hongarije · Ierland · Israël · Italië · Joegoslavië · Letland · Litouwen · Luxemburg · Nederland · Noord-Ierland · Noorwegen · Oostenrijk · Polen · Portugal · Roemenië · Schotland · Spanje · Tsjecho-Slowakije · Turkije · Wales · Zweden · Zwitserland